# Gleckspitze
Die Gleckspitze (oder auch nur Gleck; italienisch Collecchio) ist ein 2957 m hoher Berg in den Ortler-Alpen.

## Lage und Umgebung
Die Gleckspitze befindet sich im Ilmenkamm in den Ortler-Alpen am Ende des Ultentales (Val d’Ultimo) im Norden und des Rabbitales (Val di Rabbi) im Süden. Nach Nordwesten hin schließt ein Gratrücken zum Schwärzerjoch (2822 m) an, welches Ultental und Rabbital verbindet. Richtung Nordosten führt ein weiterer Grat zum Kirchbergjoch (2789 m) und zu In den Wänden. Im Osten fällt der Gipfelaufbau sanft zum Rabbijoch (2449 m) und zur Haselgruberhütte (Rifugio Stella Alpina al Lago Corvo) ab. Ein letzter Grat verläuft nach Südosten zum Sas Fóra.
Die Gipfelregion der Gleckspitze liegt auf der Grenze zwischen Südtirol und dem Trentino, die hier durch die Gemeinden Ulten (Südtirol) und Rabbi (Trentino) vertreten werden.
Der Berg ist Teil des Nationalparks Stilfserjoch.

## Alpinismus
Die Gleckspitze kann sowohl vom Ultental als auch vom Rabbital aus bestiegen werden. Von dort aus wandert man zuerst zum Schwärzerjoch oder zum Rabbijoch, dann geht man auf Weg 145 in Serpentinen zum Gipfel. Der Weg birgt keine besonderen Schwierigkeiten.
Nahe Schutzhütten und Almen sind die Haselgruberhütte am Rabbijoch im Osten, die Malga Pra del Saent, die Malga Stablasolo und der Rifugio Al Fontanin unterhalb der Südwestflanke der Gleckspitze und etwas weiter weg im Norden die Höchster Hütte (Rifugio Canziani) am Grünsee unterhalb der Hinteren Eggenspitze.